# Williamstown (South Australia)
Williamstown ist eine Stadt im Barossa Valley, South Australia, 51 Kilometer östlich von Adelaide.
Die Stadt liegt am südlichen Ende des Barossa Valley 310 Meter über dem Meeresspiegel. Heute leben etwa 2200 Menschen in Williamstown.
Williamstown gehört zum Barossa Council.

## Geschichte
Vor der Besiedlung durch europäische Einwanderer lebte eine kleine Anzahl von Aborigines in dieser Gegend. Die ersten europäischen Entdecker kamen 1838 unter der Führung von Colonel William Light durch das Barossa Valley. Der erste Siedler in Williamstown war Thomas Adams, der den Ort Victoria Creek nannte. Das Land wurde für so wertlos gehalten, dass Adams es gegen eine Pferdeherde eintauschte. Der neue Besitzer, ein Mann namens Johnstone, teilte das Land in Parzellen auf. Er nannte die kleine Stadt nach seinem ältesten Sohn William und die Elizabeth Street nach seiner Frau.